# Wikifunctions
Wikifunctions是一个子程序（函数）目录wiki，旨在允许创建、修改和重用源代码。
它与抽象维基百科（英語：Abstract Wikipedia）项目密切相关，该项目是维基数据的一个扩展，是为使用其数据模型创建与语言无关的维基百科版本。项目的初始名称“Abstract Wikipedia”是一个临时名称，2020年12月22日宣布正式定名Wikifunctions。

## 历史
此概念由维基数据的联合创始人Denny Vrandečić在2020年4月的一份Google工作报告中构想，2020年5月正式提议（命名Wikilambda），并被维基媒体基金会董事会于2020年7月批准为Abstract Wikipedia。